# Arghakhanchi
Der Distrikt Arghakhanchi (Nepali अर्घाखाँची जिल्ला Arghākhānchī Jillā) ist einer von 77 Distrikten in Nepal und gehört seit der Verfassung von 2015 zur Provinz Lumbini.
Bei der Volkszählung 1991 hatte es eine Bevölkerung von 180.884, 2001 waren es 208.391 und 2011 197.632. Zwei Drittel der Distriktfläche liegen im Bereich des Mahabharat, ein Drittel in den Siwaliks.

## Geschichte
Die Namensgebung erfolgte in Anlehnung an zwei Fürstentümer, Argha und Khanchi, die bis zur Annexion durch das Königreich Gorkha 1786  bestanden. Sie gehörten zur Gruppe der sogenannten Chaubisi Rajya, vierundzwanzig Fürstentümern, die im Einzugsgebiet des Gandak in dieser Region bestanden.

## Verwaltungsgliederung
Städte (Munizipalitäten) im Distrikt Arghakhanchi:
- Sandhikharka
- Sitganga
- Bhumekasthan

Gaunpalikas (Gemeinden):
- Chhatradev
- Panini
- Malarani